# Горгонзола (Милано)
Горгонзола (итал. Gorgonzola) је насеље у Италији у округу Милано, региону Ломбардија.
Према процени из 2011. у насељу је живело 18979 становника. Насеље се налази на надморској висини од 138 м.

## Становништво
| 1931. | 1936. | 1951. | 1961. | 1971.  | 1981.  | 1991.  | 2001.  | 2011.  |
| ----- | ----- | ----- | ----- | ------ | ------ | ------ | ------ | ------ |
| 5.676 | 6.093 | 7.444 | 9.089 | 12.612 | 14.646 | 16.258 | 17.674 | 19.402 |